# Si Adelita se fuera con otro
Si Adelita se fuera con otro es una película de drama y acción bélica mexicana de 1948 dirigida por Chano Urueta y protagonizada por Jorge Negrete y Gloria Marín.

## Reparto
- Jorge Negrete como Francisco; Pancho Portillo
- Gloria Marín como Adela Maldonado
- Crox Alvarado como Mayor Federico Enríquez
- Arturo Martínez como Rubén
- Arturo Soto Rangel como Don José Maldonado
- Roberto Cañedo como Luis
- Fernando Casanova como Pepe
- Felipe de Alba como Rafael
- Salvador Quiroz como Jefe político Miranda
- Miguel Ángel Ferriz como Señor cura
- Felipe Bermejo
- Enrique Gonce
- Lupe del Castillo como Doña María
- José Elías Moreno como Pancho Villa
- Gregorio Acosta como Villista (no acreditado)
- Jorge Arriaga como Villista (no acreditado)
- Enrique Carrillo como Villista (no acreditado)
- Enedina Díaz de León como Campestina testigo de crimen (no acreditada)
- Emilio Garibay como Villista (no acreditado)
- Jesús Gómez como Villista (no acreditado)
- Regino Herrera como Villista (no acreditado)
- Cecilia Leger como Soldadera (no acreditado)
- Carlos Múzquiz como Villista (no acreditado)
- José Ortega como Villista (no acreditado)
- Joaquín Roche como Asistente de jefe político (no acreditado)
- Antonio Sandoval como Teniente González (no acreditado)
- José Torvay como Cantinero (no acreditado)
- Ignacio Villalbazo como Villista (no acreditado)